# French Open 1998
Wielkoszlemowy turniej tenisowy French Open w 1998 rozegrano w dniach 25 maja - 7 czerwca, na kortach im. Rolanda Garrosa.

## Zwycięzcy

### Gra pojedyncza mężczyzn
Carlos Moyá (ESP) - Àlex Corretja (ESP) 6-3, 7-5, 6-3

### Gra pojedyncza kobiet
Arantxa Sánchez Vicario (ESP) - Monica Seles (USA) 7-6, 0-6, 6-2

### Gra podwójna mężczyzn
Jacco Eltingh / Paul Haarhuis (NED) - Mark Knowles (BAH) / Daniel Nestor (CAN) 6-3, 3-6, 6-3

### Gra podwójna kobiet
Martina Hingis (SUI) / Jana Novotná (CZE) - Lindsay Davenport (USA) / Natalla Zwierawa (BLR) 6-1, 7-5

### Gra mieszana
Venus Williams / Justin Gimelstob (USA) - Serena Williams (USA) / Luis Lobo (ARG) 6-4, 6-4

### Rozgrywki juniorskie
- chłopcy:

Fernando González (CHL) - Juan Carlos Ferrero (ESP) 4-6, 6-4, 6-3
- dziewczęta:

Nadia Pietrowa (RUS) - Jelena Dokić (AUS) 6-3, 6-3